# Гоно Манчев
Гоно Христов Манчев е български революционер, струмишки войвода на Вътрешната македонска революционна организация.

## Биография
Манчев е роден в 1883 година в струмишкото село Робово, тогава в Османската империя. Получава основно образование в родното си село. Член е на ВМОРО от 1901 година и участва в Илинденско-Преображенското въстание през лятото на 1903 година като таен куриер на четите в Робово. Изпълнява куриерски задачи до 1912 година. Заминава на гурбет в Америка, но след три години се завръща.
След възстановяването на организацията след Първата световна война постъпва във ВМРО в 1920 и действа самостоятелно с група четници. От 1921 до 1923 година е струмишки помощник войвода. Четата му се сражава над село Доброшинци, в село Белотино, над село Иловица. От 1924 година е самостоятелен войвода на чета от 20 души в Струмишко. Дава сражение в Огражден на сръбска редовна войска, при което загиват 6 жандармеристи, а четата не дава жертви.
Загива през 1927 година в местността Коджа баир в планината Беласица в сражение със сръбски части.